# Alabastro calcareo
L'alabastro calcareo (o alabastro orientale) è un materiale facilmente lavorabile, dato che ha una durezza pari a 3-4 sulla scala di Mohs.
Era un materiale particolarmente usato nell'arte egizia, e giunse a Roma quando gli Etruschi facevano già uso dell'alabastro gessoso di Volterra; il fatto che gli Etruschi usassero già un altro tipo di alabastro (più lavorabile di quello calcareo) è uno degli indizi da cui si può ricavare che opere come il "Sarcofago delle Amazzoni", attualmente custodito nel Museo Archeologico a Firenze, sono state create in un ambiente greco o magno-greco, e solo in seguito portate in luoghi vicino a Roma.  